# 裴矩
裴矩（547年—627年），字弘大，河东郡闻喜县（今山西闻喜东北）人，隋末及唐初政治家。初名裴世矩，后避太宗名讳，单名矩。

## 生平
祖父，裴佗，北魏荆州刺史，父亲裴讷之，北齐太子舍人，早卒。裴矩少好文学，甚有文采。仕途开始于北齐，为高平王文学。齐亡后加入北周，任定州（治今河北定州市）总管杨坚的记室。周末杨坚执政期间被召用。杨坚取代周建立隋朝，裴矩受到重用，迁给事郎等职。曾经参加平陈之战，撰有《隋开业平陈记》。开皇十年（590年），以三千兵平定岭南，安抚二十余州。安抚突厥启民可汗，又参与隋礼的制定。隋炀帝即位后，裴矩继续被重用，与苏威、宇文述、裴蕴、虞世基等掌握朝政，合称“五贵”。
裴矩一生中最重要的业绩为炀帝经营西域。大業元年（605年）至九年（613年）间，他至少四次奔波于甘州、凉州（今甘肃武威）、沙州（今甘肃敦煌）等地，大力开发商业。大业三年（607年），在张掖主持西域事务，引胡商前往长安、洛阳，以首都贸易取代边境贸易。与此同时，裴矩收集了西域各国山川地理、人物风俗等资料，绘画各国贵族庶人的服饰仪表，制成《西域图记》三卷，提出经营西域之策，并绘造地图，纪录各地险要，献给炀帝。裴矩引高昌王麴伯雅、伊吾吐屯设等西域二十七国首领入朝，并打击西域贸易的竞争者吐谷浑。他被炀帝委为黄门侍郎。大业四年（608年）七月参与伐铁勒、吐谷浑。十年（614年），献策分突厥始毕可汗之势，诱杀始毕可汗宠臣，导致次年炀帝被围的雁门事件。
大业十四年（618年），宇文化及弑逆炀帝，任裴矩为尚书右仆射。宇文化及失败后，裴矩事窦建德；建德败后，降唐。武德八年（625年）任太子詹事兼检校侍中、民部尚书。貞觀元年（627年）卒，年八十余，赠绛州刺史，谥号敬。

## 作品
所撰《西域图记》现仅存书序，记载了从敦煌到西海（今地中海）的三条主要路线，是中西交通的重要史料。还著有《开业平陈记》12卷、《邺都故事》10卷、《高丽风俗》一卷，与虞世南共撰《大唐书仪》10卷。今均佚。

## 評價
裴矩虽有经略戎狄之功，但其初衷是为了迎合隋炀帝好大喜功的心理。
隋朝以重利招引西域胡商和外国使节，所经郡县疲于迎送。故而《资治通鉴》中评论道“由是百姓失业，西方先困矣”，“……卒令中国疲敝以至于亡，皆矩之倡导也”。
公元610年裴矩鼓动隋炀帝用武力慑服高句丽。翌年隋炀帝出兵高句丽，这场战争直接引发了中国各地民变，并使隋朝统治走向灭亡。
《隋書》中對裴矩之評價為：“裴矩學涉經史，頗有幹局，至於恪勤匪懈，夙夜在公，求諸古人，殆未之有。與聞政事，多曆歲年，雖處危亂之中，未虧廉謹之節，美矣。然承望風旨，與時消息，使高昌入朝，伊吾獻地，聚糧且末，師出玉門，關右騷然，頗亦矩之由也。”

## 家庭

### 夫人
- 渤海高氏，北齐公主[1]

### 子女
- 裴宣机
- 裴奉高，隋朝左千牛
- 裴善昌
- 裴淑英，嫁李德武